# Balatonlelle
Balatonlelle (hongrois : Balatonlelle [ˈbɒlɒtonlɛllɛ]) est une localité hongroise située dans le comitat de Somogy, au bord du lac Balaton.

## Histoire
La région de Balatonlelle est mentionnée pour la première fois dans la charte de fondation de l'abbaye bénédictine de Tihany en 1055, qui évoque déjà des terres agricoles et des villages dans la zone actuelle de Gamás. Le nom Lela apparaît pour la première fois en 1229, tandis que la localité est attestée comme paroisse dès 1332–1337 sous les formes Lelye et Belye. En 1413, un premier temple dédié à saint Clément est mentionné.
Au XVIe siècle, la région passe brièvement sous domination ottomane. En 1580, seuls huit foyers sont recensés à Lelle, signe d'une forte dépopulation. Le renouveau démographique et économique commence au XVIIIe siècle sous l'impulsion de plusieurs familles nobles : les Majthényi, Mérey, Szalay, Illés et surtout la famille Jankovich. Cette dernière fait construire une imposante demeure de style classique sur les ruines d'un ancien manoir seigneurial.
L'enseignement scolaire débute à Lelle en 1720. Une école à deux classes est construite en 1895, agrandie pendant la République des conseils, puis remplacée en 1938 par un bâtiment à étage, encore en usage aujourd'hui. Dès 1864, la commune adopte officiellement le nom de Balatonlelle, devenant le siège d'une circonscription communale (comprenant Boglár, Faluszemes et Őszöd) en 1882.
Balatonlelle obtient le statut de bourg (mezőváros) en 1848, lui conférant le droit d'organiser quatre foires annuelles. La même année, des affrontements eurent lieu avec l'avant-garde de l'armée croate du ban Jellasich, en marche vers Székesfehérvár. Les morts furent enterrés par les habitants, qui plantèrent un mûrier sur leur tombe, connu aujourd'hui encore sous le nom de « Rác-faként » (l'arbre des Serbes).
Le développement moderne commence avec l'arrivée du chemin de fer Buda–Nagykanizsa en 1861. La première villa est construite en 1896 sur une ancienne pâture. En 1904, les propriétaires de résidences secondaires créent une association balnéaire (fürdőegyesület), marquant le début d'un tourisme organisé. À la veille de la Première Guerre mondiale, Balatonlelle fait partie des dix stations les plus fréquentées de la rive sud du lac, accueillant près de 25 000 visiteurs par an.

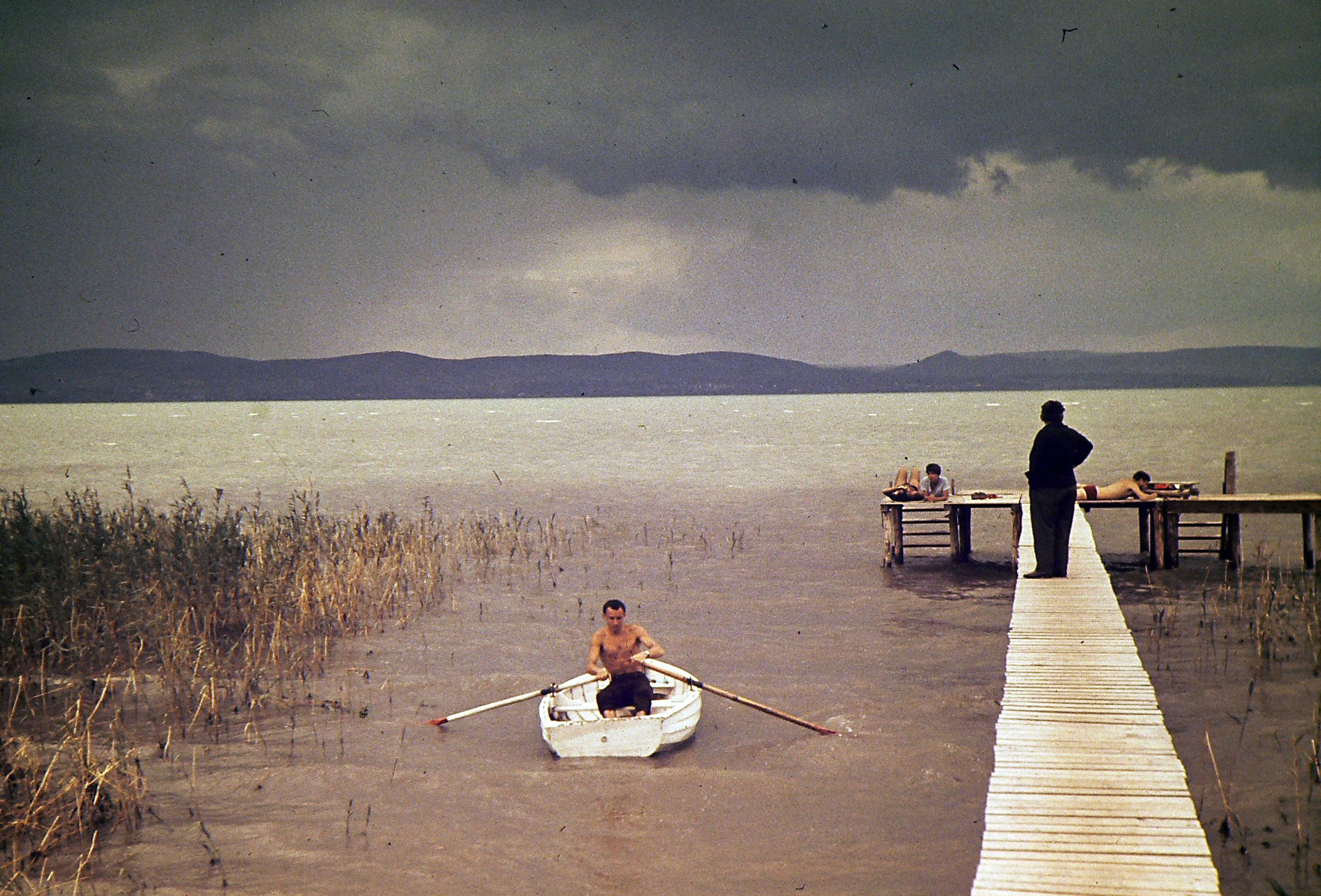
Le lac Balaton à Balatonlelle, en 1968.

Entre les deux guerres, la commune se dote d'un port, d'un réseau électrique et d'adductions d'eau. Le tourisme reste une activité structurante, encouragée par la modernisation des infrastructures et par les aménagements urbains. Après la Seconde Guerre mondiale, la ville connaît une forte croissance grâce au tourisme populaire et social. Dans les années 1970 et 1980, de nombreux centres de vacances et colonies de jeunesse sont construits pour répondre à la demande croissante du tourisme intérieur hongrois.

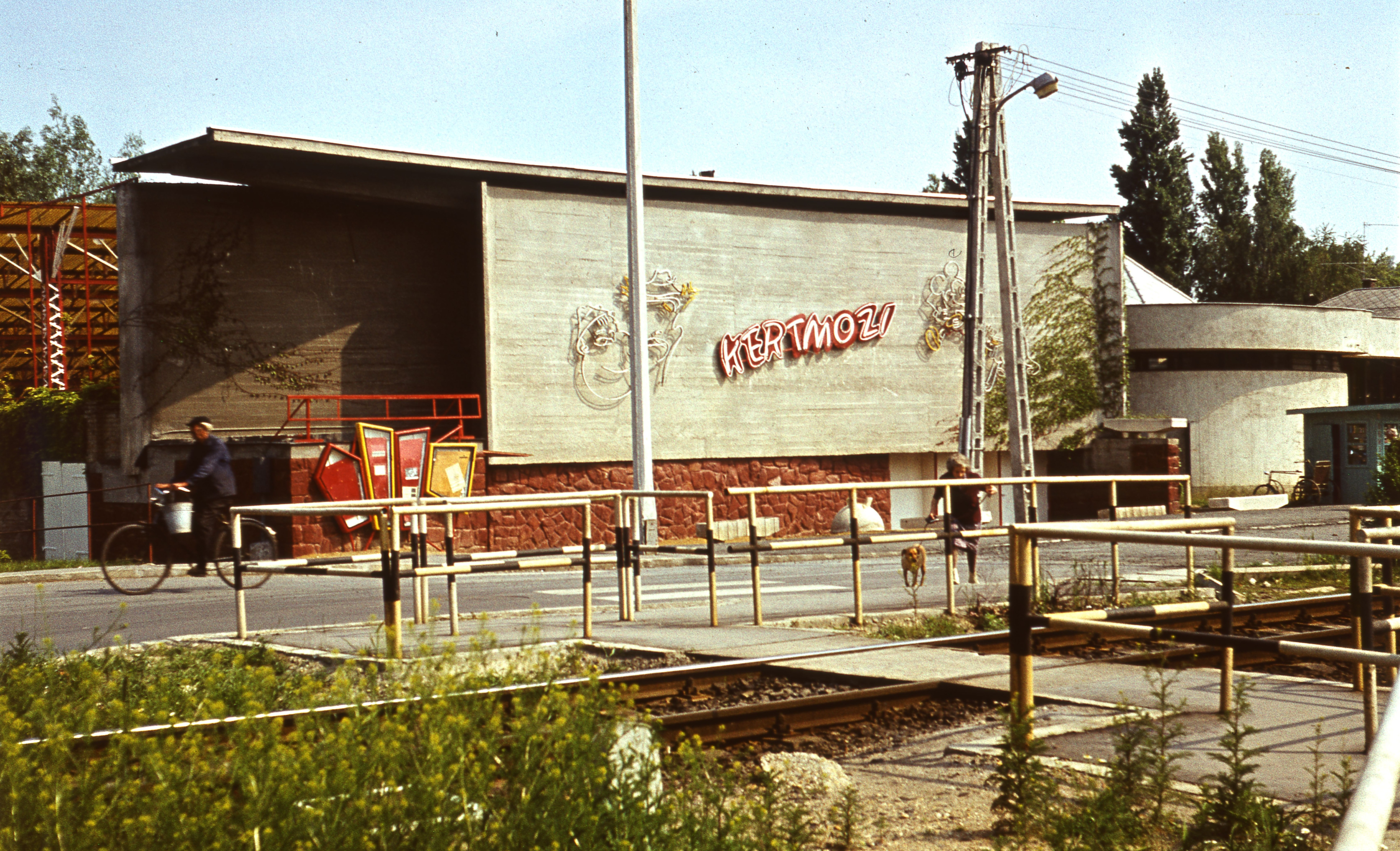
Le cinéma en plein air en 1975.

En 1979, Balatonlelle fusionne avec Balatonboglár sous le nom de Boglárlelle, nouvellement promu au rang de ville. La séparation intervient en 1991, les deux localités conservant leur statut urbain. Balatonlelle profite alors des recettes issues de la privatisation des anciens centres de vacances du syndicat SZOT. Cela permet un développement soutenu des infrastructures : réseaux de gaz et d'assainissement, voiries, restauration des édifices publics, modernisation du centre-ville et construction de la mairie dans un style inspiré de l'architecte Imre Makovecz.
Les années 2000 marquent une nouvelle phase d'expansion touristique, avec la mise en service du port de plaisance, l'aménagement du Móló sétány (promenade du quai), la rénovation de Szent István tér et l'ouverture de la plage ludique Napfény strand, première plage à sable aménagé autour du Balaton. Balatonlelle devient un modèle dans l'aménagement touristique du littoral.
À partir de 2004, l'entrée de la Hongrie dans l'Union européenne permet à la ville d'accélérer ses investissements grâce aux fonds européens. Crèches, écoles, maisons de santé, bibliothèque, réseau d'éclairage public, promenades piétonnes et voiries sont rénovées ou construits. Le tissu urbain évolue avec l'essor des grandes surfaces, des résidences privées en bord de lac et l'aménagement progressif d'un cadre de vie attractif, à la fois pour les habitants et les vacanciers.

## Population

### Minorités culturelles et religieuses
Selon le recensement de 2011, la population de Balatonlelle se composait majoritairement de Hongrois (77,3 %), avec des minorités allemandes (2,3 %), roms (0,2 %) et croates (0,2 %). Environ 22,5 % des habitants n'ont pas déclaré d'appartenance ethnique, et le total peut dépasser 100 % en raison des identités multiples.
La répartition confessionnelle indiquait alors que 47,3 % des habitants se déclaraient catholiques romains, 6,6 % réformés, 2,3 % évangéliques, 0,4 % grecs-catholiques, tandis que 9,7 % se déclaraient sans affiliation religieuse. Près d'un tiers de la population (32,5 %) n'a pas répondu à cette question.
Lors du recensement de 2022, 87,3 % des habitants se sont identifiés comme hongrois, 2,1 % comme allemands, 0,3 % comme croates, 0,3 % comme roms, 0,2 % comme ukrainiens, et 0,1 % respectivement comme roumains ou slovaques. Environ 2,1 % de la population a déclaré appartenir à une autre nationalité non indigène, tandis que 12,1 % n'ont pas souhaité répondre.
Concernant l'appartenance religieuse, 38,9 % des habitants se sont déclarés catholiques romains, 5,8 % réformés, 1,8 % évangéliques, 0,3 % grecs-catholiques, 0,1 % orthodoxes, 1,3 % autres chrétiens et 1 % autres catholiques. Le pourcentage de personnes sans appartenance religieuse est monté à 10,4 %, et 40,3 % des personnes interrogées n'ont pas répondu à cette question.

## Équipements

### Réseaux extra-urbains

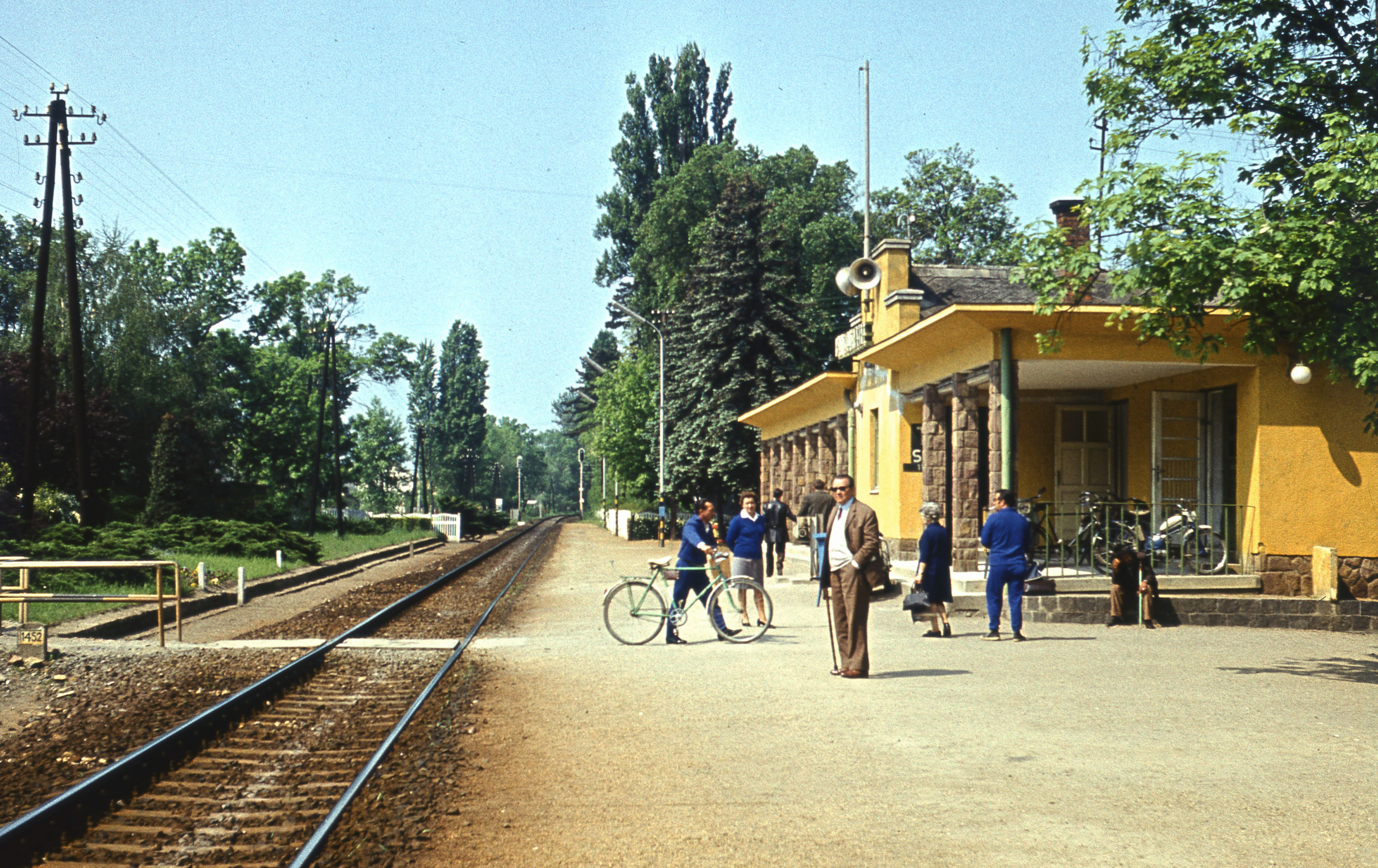
La gare de Balatonlelle en 1975.

Balatonlelle est bien reliée au réseau routier national grâce à deux grands axes : la route nationale 7, qui traverse la ville d'est en ouest en desservant directement son centre, et l'autoroute M7, qui contourne la commune par le sud tout en restant facilement accessible via deux échangeurs situés à proximité.
Jusqu'en 2007, Balatonlelle constituait également le point terminal de la route nationale 67, un axe important reliant Szigetvár et Kaposvár au lac Balaton. Depuis le déplacement de son extrémité nord à Balatonszemes, cette voie ne dessert plus directement que le hameau de Rádpuszta, rattaché administrativement à la commune. Le tronçon reliant Somogytúr à Balatonlelle porte désormais le numéro 6713.
Sur le plan ferroviaire, la ville est traversée par la ligne Budapest–Murakeresztúr. Elle dispose de deux gares voyageurs : Balatonlelle-felső, située à l'est de l'agglomération, et Balatonlelle, en plein centre-ville. Cette desserte facilite l'accès à la station balnéaire depuis la capitale et les autres grandes villes de la région.

## Économie
Balatonlelle fait partie intégrante de la région viticole de Balatonboglár, reconnue pour la qualité de ses cépages blancs et rouges. Les collines environnantes, notamment celles du Kishegy, offrent des conditions climatiques et géologiques particulièrement propices à la viticulture.

## Patrimoine local

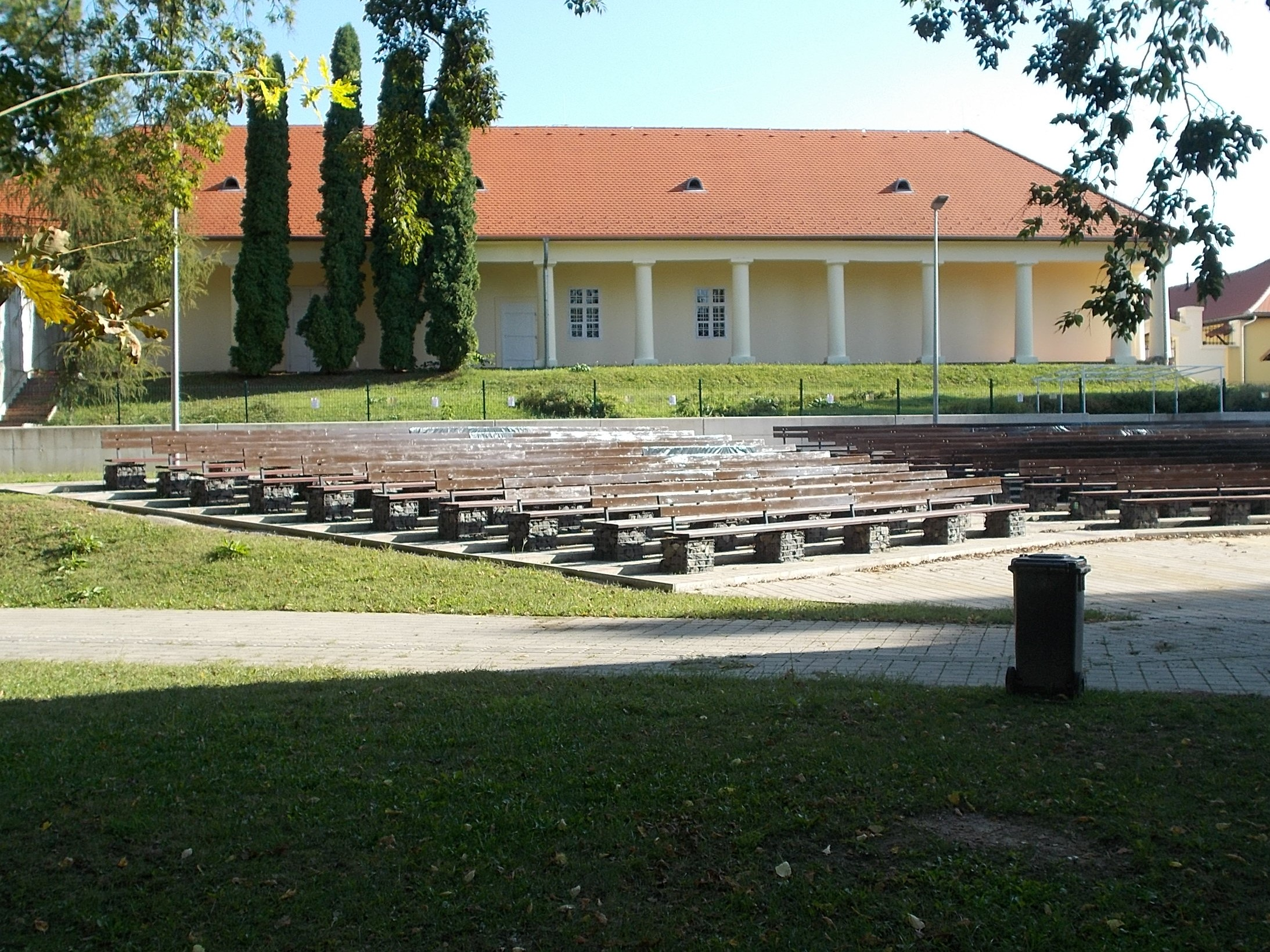
Le manoir Szalay.

Balatonlelle dispose d'un riche patrimoine architectural, religieux et culturel, témoignant de son histoire pluriséculaire et de son développement en tant que station balnéaire.
Plusieurs édifices classés monuments historiques jalonnent le centre-ville et ses environs. La plus ancienne demeure noble, le manoir (kúria) Jankovich, construite en 1713, a été restaurée en 2003 et accueille aujourd'hui un établissement scolaire. À proximité se trouve le manoir Szalay, construite en 1838 dans le style classique, qui abrite désormais la maison de la culture et un musée consacré à la chasse africaine du comte Pongrác Somssich. Le parc du bâtiment est également le théâtre d'événements culturels, notamment le festival annuel des Szalay Napok, reconstitution historique en costumes d'époque.

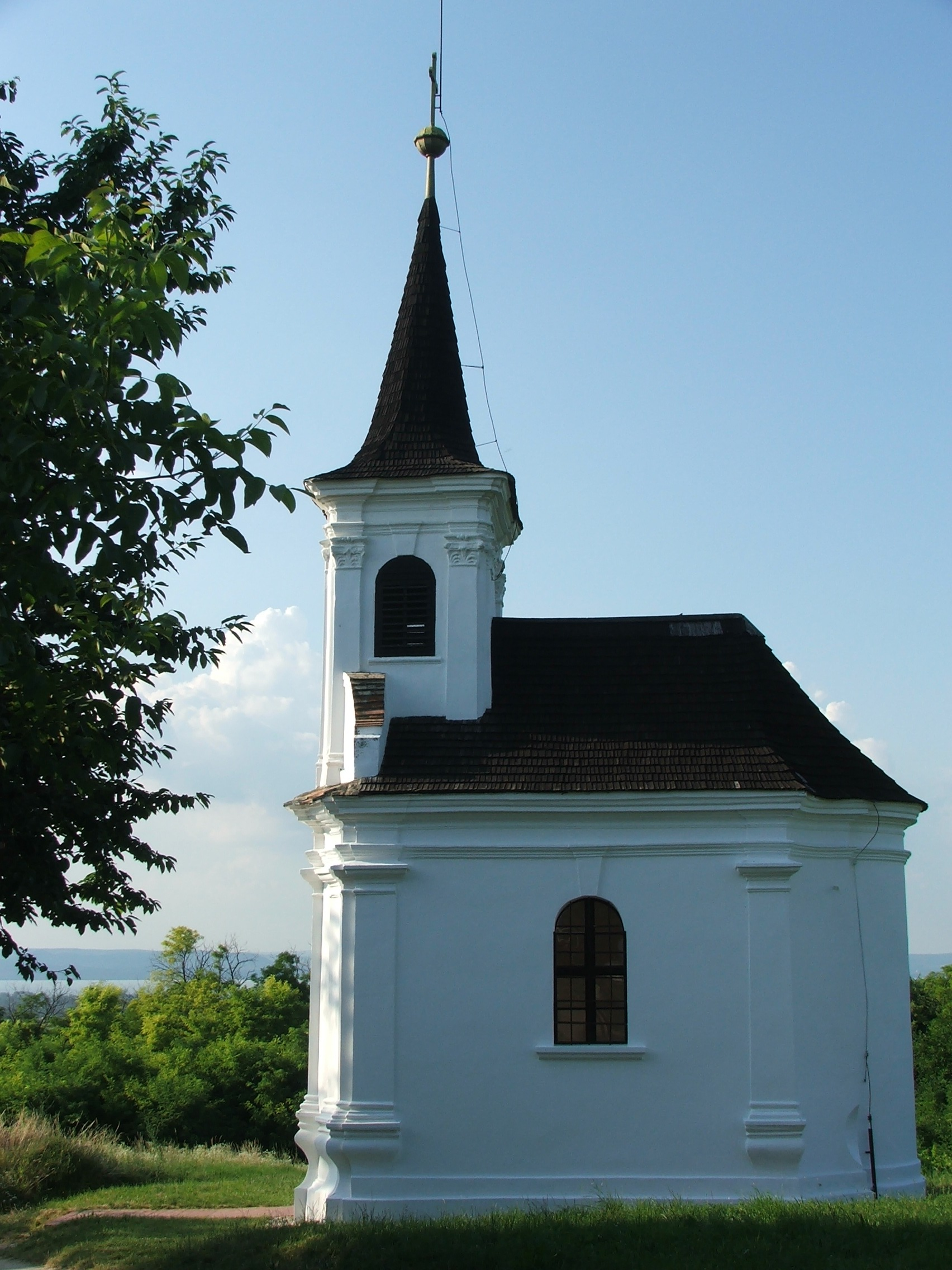
La chapelle Saint-Donatien.

Le temple catholique principal, de style moderne, a été construit en plusieurs étapes à partir de 1943 sur les plans des architectes Bertalan et Aladár Árkay, en remplacement de l'ancienne église baroque devenue trop exiguë. Il a été classé monument historique en 2009. Une autre chapelle emblématique est celle dédiée à saint Donatien, construite au XVIIIe siècle sur le Kishegy par le baron György Majthényi, puis entretenue par le comte Ferenc Széchényi. Restaurée en 2015, elle a obtenu la distinction « Trésor du comitat de Somogy » en 2016. La chapelle Breznay, située dans l'ancien quartier des villas, fut édifiée en 1906 par un prélat universitaire et est restée en usage malgré plusieurs changements de propriétaire.

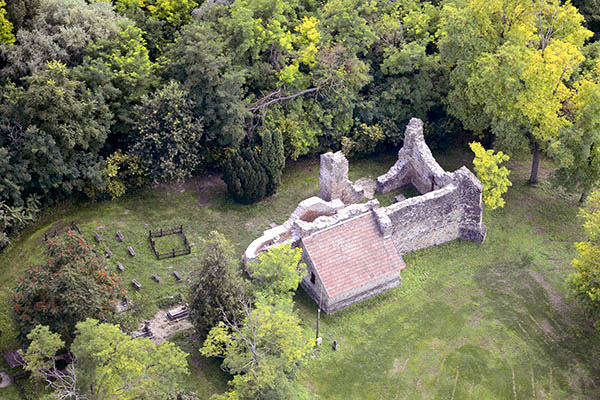
Le site de Rádpuszta.

Le site de Rádpuszta, à l'écart du centre, abrite les ruines d'une église romane fondée au XIIIe siècle. L'édifice, agrandi au XVe siècle puis partiellement détruit à l'époque ottomane, a fait l'objet de plusieurs campagnes de consolidation. Il constitue aujourd'hui un point d'intérêt patrimonial intégré à un complexe touristique incluant un domaine gastronomique, une ferme équestre et des animations familiales.
Le patrimoine vernaculaire comprend également une ancienne forge rurale (vers 1820), ainsi que plusieurs sculptures baroques, dont une statue de saint Jean Népomucène au carrefour de Kishegy, et une statue de femme tenant une colombe, œuvre d'Ödön Mattky , installée dans un parc en bordure de la route nationale 7.

## Tissu associatif
Balatonlelle bénéficie d'un tissu associatif particulièrement actif, qui reflète l'engagement de ses habitants dans de nombreux domaines de la vie collective. La commune compte un grand nombre d'organisations civiles couvrant un large éventail d'activités, allant de la culture à la solidarité, en passant par le sport, l'environnement et la vie citoyenne.
Le secteur culturel est notamment représenté par des groupes de danse folklorique, de théâtre amateur, des ensembles musicaux et des collectifs artistiques, qui participent à la valorisation des traditions locales tout en soutenant la création contemporaine. Des associations patrimoniales œuvrent à l'entretien du cadre bâti et paysager, ainsi qu'à la préservation de l'identité locale et du caractère lacustre de la ville.
Sur le plan sportif, de nombreuses structures permettent la pratique régulière ou récréative d'activités variées, telles que la pêche, la voile, la course à pied, les sports de combat ou encore les sports adaptés. Plusieurs clubs participent également à l'animation d'événements communautaires ou à des compétitions locales.
Des initiatives citoyennes sont par ailleurs actives dans les domaines de la sécurité, de l'action sociale et de l'aide aux publics fragiles, à travers des groupes de bénévoles, des organisations de secourisme, des clubs de retraités ou encore des associations de soutien à la petite enfance et à l'éducation.
Enfin, plusieurs associations œuvrent à renforcer la cohésion sociale à travers des actions de proximité, des partenariats internationaux et des projets intergénérationnels. L'ensemble de ces dynamiques contribue au rayonnement local et à la qualité de vie des habitants tout au long de l'année.

## Jumelages
| Ville | Ville             | Pays | Pays      |
| ----- | ----------------- | ---- | --------- |
|       | Loučná nad Desnou |      | Tchéquie  |
|       | Ramstein          |      | Allemagne |
|       | Vlăhița           |      | Roumanie  |

## Personnalités liées à la localité
Plusieurs figures notables de l'histoire hongroise sont liées à Balatonlelle.
L'architecte Frigyes Schulek (1841–1919), célèbre notamment pour la restauration de l'église , y est décédé le 5 septembre 1919.
Emil Meixner (1884–1976), grand propriétaire terrien, agriculteur, homme politique local et député au parlement hongrois, a vécu et exercé ses activités à Balatonlelle, où il est également décédé.